# Alfred (Sachsen-Coburg und Gotha)

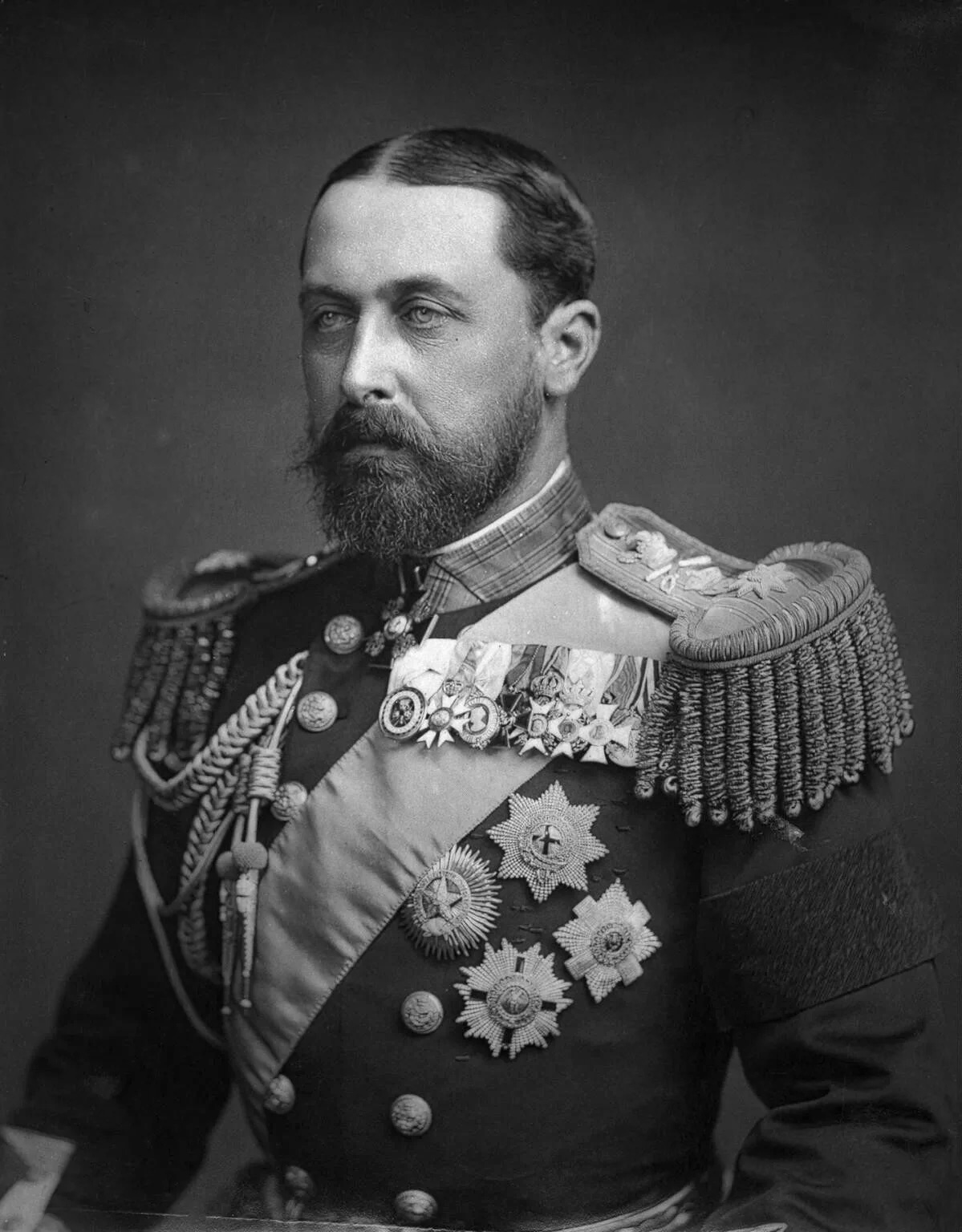
Alfred, Duke of Edinburgh (1881)

Alfred von Sachsen-Coburg und Gotha – vollständig HRH Prince Alfred Ernest Albert, Duke of Edinburgh, Earl of Ulster, Earl of Kent, im Familienkreis auch Affie genannt – (* 6. August 1844 auf Windsor Castle, Berkshire; † 30. Juli 1900 in Schloss Rosenau, bei Coburg) war der zweite Sohn der britischen Königin Victoria und ihres Gemahls Albert von Sachsen-Coburg und Gotha. Damit war er ein Bruder des britischen Königs Eduard VII. sowie der deutschen Kaiserin Victoria und in der Folge mütterlicherseits auch ein Onkel Wilhelms II.
Nach seiner Karriere in der Royal Navy war er ab 1893 regierender Herzog des deutschen Herzogtums Sachsen-Coburg und Gotha.

## Leben

### Kindheit und Jugend

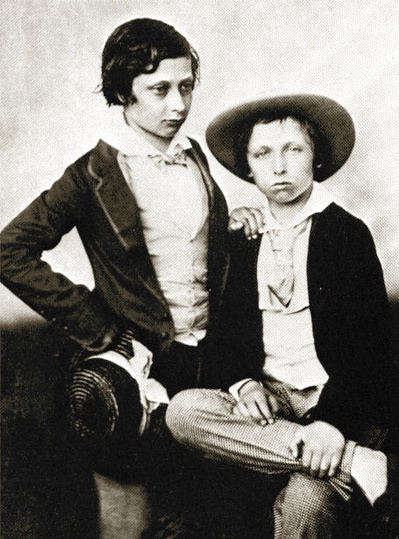
Alfred (rechts, 11 Jahre) und sein Bruder Bertie (13 Jahre), 1855

His Royal Highness Prince Alfred war das vierte Kind und zweitgeborener Sohn der britischen Königin Victoria und ihres Gemahls Albert von Sachsen-Coburg und Gotha. Er wurde am 6. August 1844 auf Windsor Castle geboren und war das einzige Kind des Königspaares, das nicht im Buckingham Palace zur Welt kam. Am 6. September 1844 wurde der Prinz durch den Erzbischof von Canterbury, William Howley, in der Privatkapelle in Windsor Castle auf den Namen Alfred Ernest Albert getauft.
„Affie“, wie er in Familienkreisen genannt wurde, entwickelte sich zu einem kräftigen, temperamentvollen Jungen. Wie alle Geschwister erhielt er eine sorgfältige, umfassende Erziehung und Ausbildung. Im Gegensatz zu seinem älteren Bruder, dem Thronfolger Albert Eduard („Bertie“), dem er zeitlebens sehr verbunden war, galt Alfred als fleißig und lernwillig. Er zeigte Interesse an den neuesten technischen Errungenschaften, sprach jedoch (in starkem Kontrast zu seinem älteren Bruder, der sowohl Deutsch als auch Englisch auf Muttersprachlerniveau beherrschte) von allen Nachkommen des Königspaares am schlechtesten Deutsch.

### Offizier der Royal Navy

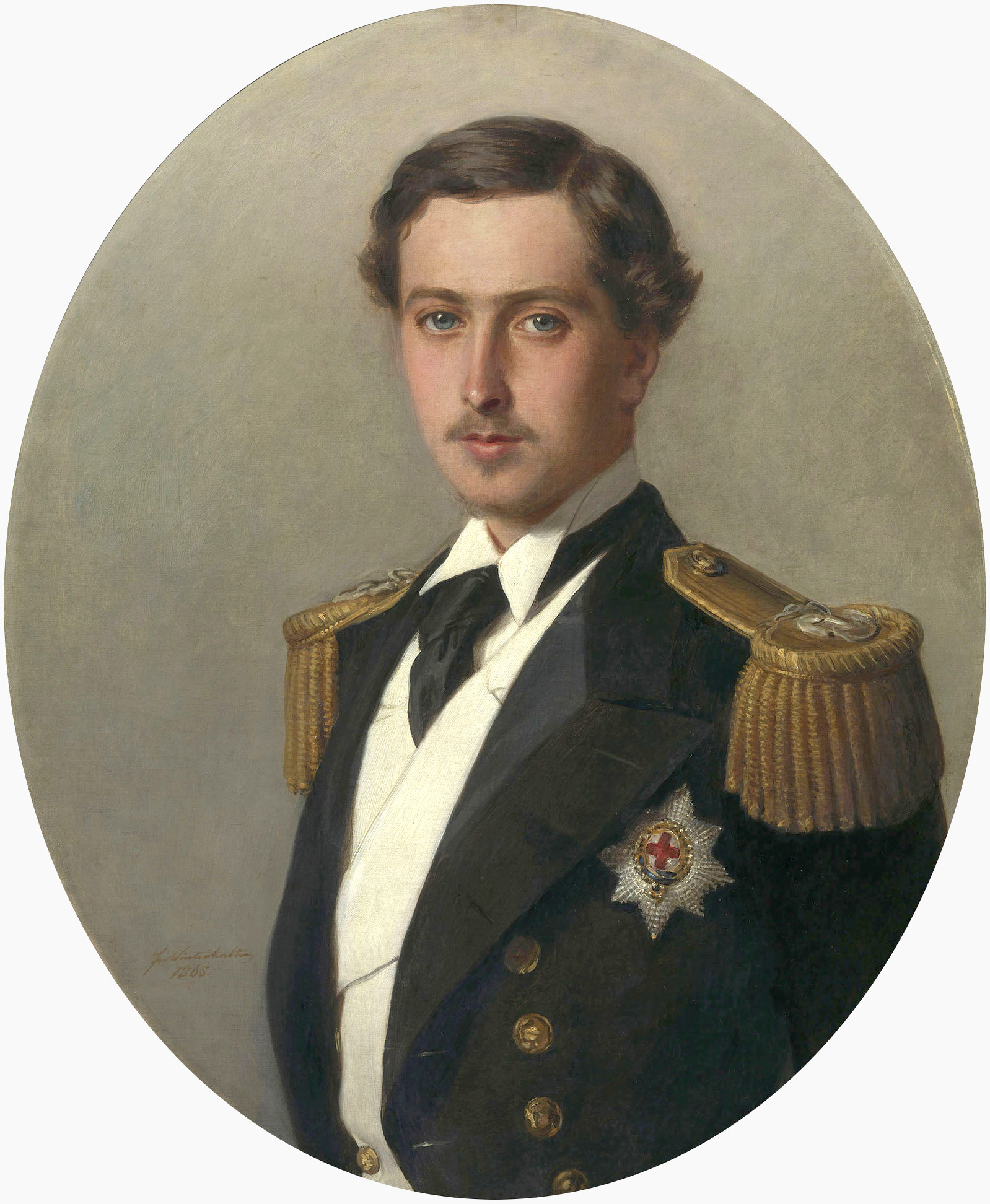
Prinz Alfred (Porträt von Franz Xaver Winterhalter, 1865)

Seinen persönlichen Neigungen entsprechend trat Alfred 1856 in die Royal Navy ein. Nach zweijähriger Ausbildung wurde er 1858 zum Midshipman ernannt und der Fregatte HMS Euryalus zugeteilt, mit welcher er 1860 die britische Kapkolonie, den Oranje-Freistaat und Natal bereiste. Auf einer Seereise zu den Westindischen Inseln und Nordamerika erhielt er im Dezember 1861 die Nachricht vom Tod seines Vaters, als dessen Lieblingssohn er zu Alberts Lebzeiten galt.
Nach der Abdankung des griechischen Königs Otto wurde Alfred 1862 von der griechischen Nationalversammlung zu dessen Nachfolger gewählt, musste die Krone als Prinz einer Großmacht aus politischen Gründen jedoch ablehnen. An seiner Stelle wurde der Bruder seiner Schwägerin, als Georg I. 1863 neuer König der Hellenen. Prinz Alfred verfolgte weiterhin seiner Karriere in der Royal Navy und wurde 1863 zum Kapitänleutnant ernannt. Von 1863 bis 1865 studierte er an der University of Edinburgh und der Universität Bonn. Im Jahr 1865 besuchte Alfred, der seit 1852 als Thronfolger für seinen Onkel väterlicherseits, Herzog Ernst II. von Sachsen-Coburg und Gotha ausersehen war, Coburg und erwarb das Wangenheimsche Palais als künftigen Wohnsitz.
Am 24. Mai 1866 wurde Alfred von seiner Mutter zum Duke of Edinburgh ernannt und erhielt vom Parlament eine jährliche Apanage von 15.000 Pfund Sterling. Weiterhin erhielt er einen Sitz im Oberhaus (House of Lords).
1867 wurde Alfred zum Captain ernannt und erhielt das Kommando über die Fregatte HMS Galatea, mit der er am 24. Januar 1867 von Plymouth zu einer Weltreise aufbrach. Über Gibraltar und Kapstadt erreichte er am 31. Oktober schließlich Australien, wo er – als erstes Mitglied des britischen Königshauses, das je Australien besuchte – begeistert empfangen wurde. Während seines fünfmonatigen Aufenthalts wurde während eines öffentlichen Picknicks am 12. März 1868 in Clontarf ein Attentat auf ihn verübt. Der Ire Henry James O’Farrell schoss ihm mit einer Pistole in den Rücken. Alfred wurde nicht schwer verletzt, konnte einen Monat später sein Kommando auf der HMS Galatea wieder aufnehmen und die Reise fortsetzen. Nach siebzehnmonatiger Abwesenheit erreichte er am 26. Juni 1868 wieder Großbritannien. 1868/69 besuchte er Britisch-Indien, Ceylon, Hongkong, das Kaiserreich Japan, Hawaii und Neuseeland.
Prinz Alfred war ein begeisterter Seemann, der ganz in seinem Beruf als Marineoffizier aufging. Er widmete seinen Dienstpflichten immer die größte Aufmerksamkeit und galt als tüchtig, sein Pflichtbewusstsein und seine außergewöhnlichen seetaktischen Fähigkeiten fanden breite Anerkennung. Ab 1876 wurde er auf Malta stationiert und befehligte 1878 die Besetzung Zyperns. 1883 befehligte er das Kanalgeschwader (Channel Fleet), von 1886 bis 1889 übernahm Alfred den Oberbefehl über die prestigeträchtige Mittelmeerflotte auf Malta. Alfred wurde 1878 Rear Admiral, 1882 Vizeadmiral, 1887 Admiral und am 3. Juni 1893 schließlich Admiral of the Fleet, der höchste Dienstgrad der Royal Navy.

### Ehe und Familie

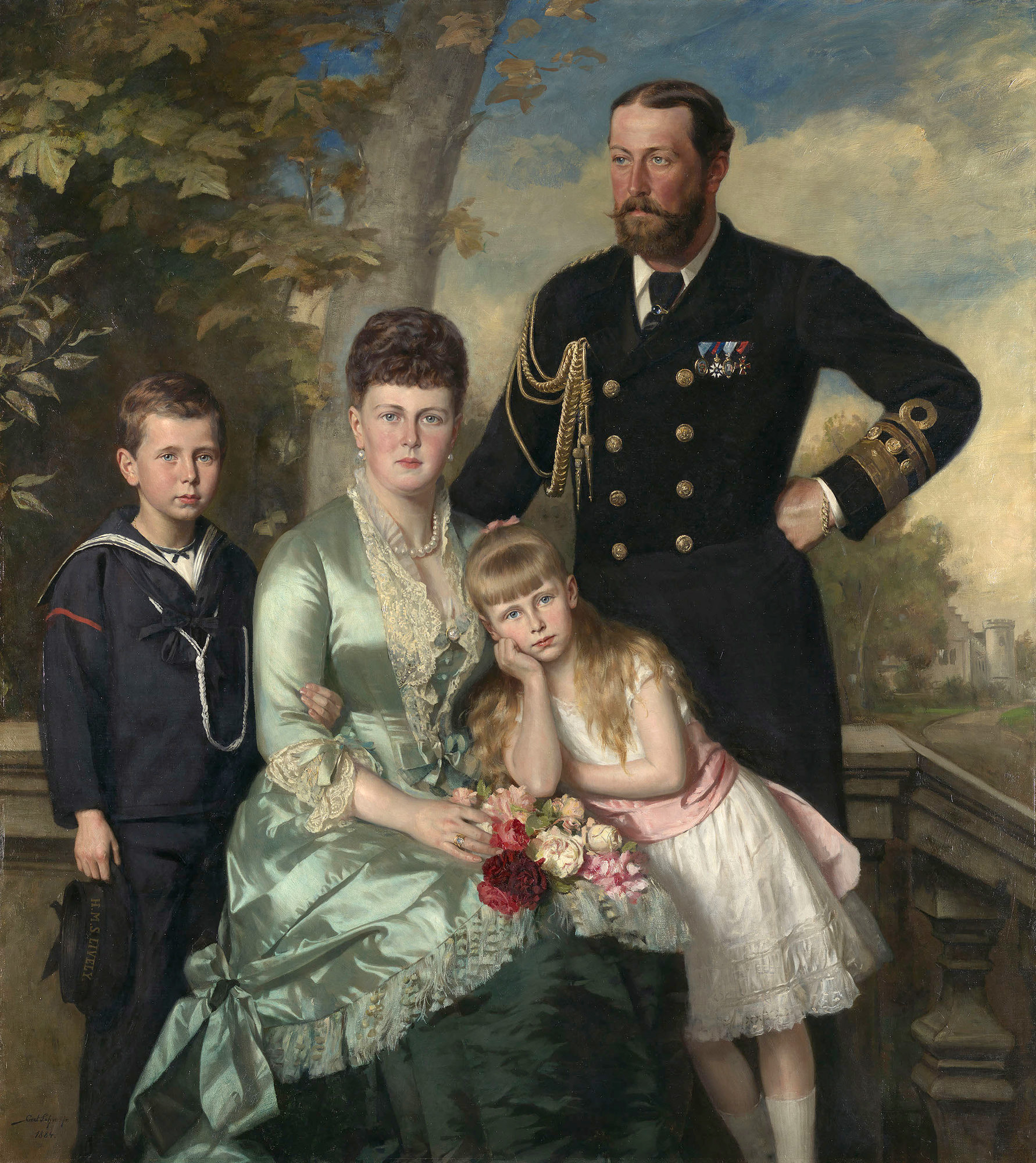
Alfred mit seiner Frau und den beiden ältesten Kindern, gemalt von Karl Rudolf Sohn (1884)

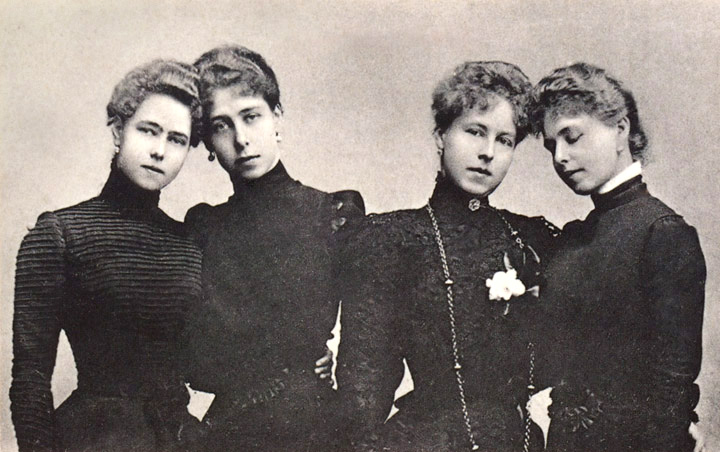
Die vier Töchter Alfreds, von links nach rechts: Beatrice, Victoria Melita, Alexandra und Marie

Am 23. Januar 1874 heiratete Alfred die russische Großfürstin Maria Alexandrowna (1853–1920). Diese Verbindung stand von Anfang an unter keinem guten Stern und es sollte sechs Jahre dauern, bis sie überhaupt zustande kam. Maria war die einzige überlebende Tochter des russischen Zaren Alexander II. und der Zarin Marie. Keine Seite war von dieser Verbindung begeistert. Dem Zarenpaar fiel es schwer, seine einzige Tochter wegzugeben, und die Queen hegte – vor allem seit dem Krimkrieg – eine tiefe Abneigung gegen die Romanows. So brauchte es einige Zeit und mehrere Anläufe, um schließlich doch noch die zweite Vermählung zwischen Nachkommen eines russischen und eines britischen Monarchen in der Geschichte zustande zu bringen. Diese wurde – dem erklärten Unwillen Victorias zum Trotz – im Winterpalais in Sankt Petersburg vollzogen. Es war die einzige Hochzeit der Kinder Königin Victorias, die nicht im Vereinigten Königreich stattfand, und die einzige, an der Victoria, die sich strikt weigerte, das Vereinigte Königreich zu verlassen, nicht teilnahm.
Aus der Ehe gingen fünf Kinder hervor:
- Alfred (1874–1899), Erbprinz von Sachsen-Coburg und Gotha;
- Marie (1875–1938), ⚭ 1893 Ferdinand I., König von Rumänien;
- Victoria Melita (1876–1936), ⚭ (1) 1894–1900 Ernst Ludwig von Hessen-Darmstadt, ⚭ (2) 1905 Kyrill Wladimirowitsch Romanow;
- Alexandra (1878–1942), ⚭ 1896 Ernst II. zu Hohenlohe-Langenburg;
- Beatrice (1884–1966), ⚭ 1909 Alfonso d’Orléans-Bourbon.

### Regierender Herzog von Sachsen-Coburg und Gotha

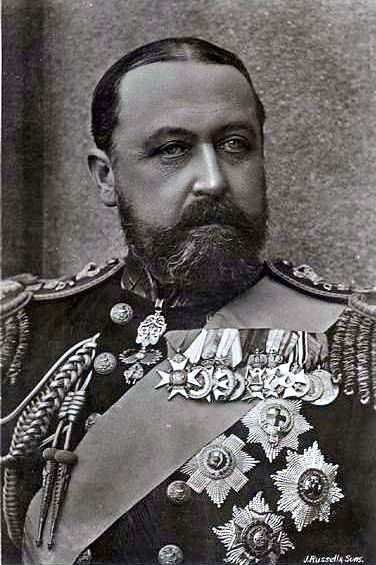
Alfred um 1890

Als sein Onkel väterlicherseits Herzog Ernst II. im August 1893 ohne legitime Nachkommen starb, fiel Sachsen-Coburg und Gotha an Alfred, da sein älterer Bruder Albert Edward, der Prince of Wales und spätere britische König Eduard VII., auf die dortige Thronfolge verzichtet hatte. Alfred schied aus dem aktiven Marinedienst aus und legte seine Mitgliedschaft im britischen Oberhaus und im Privy Council nieder. Seine übrigen britischen Titel und Ehrenämter behielt er. Er gab seine jährliche Apanage von 15.000 Pfund Sterling zurück und behielt aber die 10.000 Pfund, die ihm anlässlich seiner Hochzeit zusätzlich gewährt worden waren, um seine Residenz Clarence House in London zu unterhalten.
Der Regierungsantritt in Coburg fiel ihm nicht leicht. Er war nun ein britischer Prinz auf einem deutschen Fürstenthron, in einer Zeit, in der die Beziehungen zwischen den beiden Ländern belastet waren. Alfred teilte die Abneigung seines älteren Bruders Albert Edward gegen ihren gemeinsamen Neffen, den deutschen Kaiser Wilhelm II. Als Staatsoberhaupt eines kleinen Bundesstaates im Deutschen Reich hatte der Herzog nur innenpolitische Regierungsgewalt. Er trauerte der aktiven Zeit in der Royal Navy nach, die die letzten 35 Jahre seine Heimat gewesen war. Selbst zum passiven Zuschauer verurteilt, verfolgte er alle Marineangelegenheiten sehr genau. Vor allem die deutsche Flottenrüstung beobachtete er mit großer Sorge.
Die deutsche Öffentlichkeit war von der britischen Thronfolge in Coburg und Gotha ebenso wenig erfreut. Die von Alfred praktizierte Voranstellung seiner britischen vor die deutschen Titel und der Gebrauch der Bezeichnung „Königliche Hoheit“, die ihm als britischer Prinz, nicht aber als regierender Herzog von Coburg und Gotha zustand und daher sogar den Bundesrat beschäftigte, wurden ihm verübelt. Alfred wurde – genau wie seine Schwester Victoria in Berlin – als „Ausländer“ mit Misstrauen, fast schon Feindseligkeit, bedacht. Einige Zeitungen betrachteten seinen Regierungsantritt als Affront gegen das deutsche Nationalgefühl. Mit der Zeit beruhigten sich die Angriffe wieder, und Alfreds Popularität in den Herzogtümern wuchs. Bis zum Ende seiner Regentschaft hatte er die Achtung und Zustimmung der Bevölkerung gewonnen, obwohl er nur gebrochen Deutsch sprach. Bezüglich der Landesangelegenheiten in den Herzogtümern hielt sich Herzog Alfred zurück und ließ dem Staatsministerium weithin freie Hand. Er widmete sich lieber der Jagd und unternahm Reisen. Bei einem Aufenthalt in Alexandria 1898 wurde er von einem Moskito gestochen und zog sich eine langwierige Infektion am Auge zu, von der er sich nicht mehr ganz erholte. Alfreds letztes Lebensjahr war überschattet vom Tod seines einzigen Sohnes und Thronfolgers Alfred, der 1899 während der Feierlichkeiten zur Silberhochzeit des Herzogspaares einen Suizidversuch beging und zwei Wochen später starb. Alfred gab seiner Frau die Schuld und trennte sich offiziell von ihr. Er begann zu trinken.

### Tod und Nachfolge

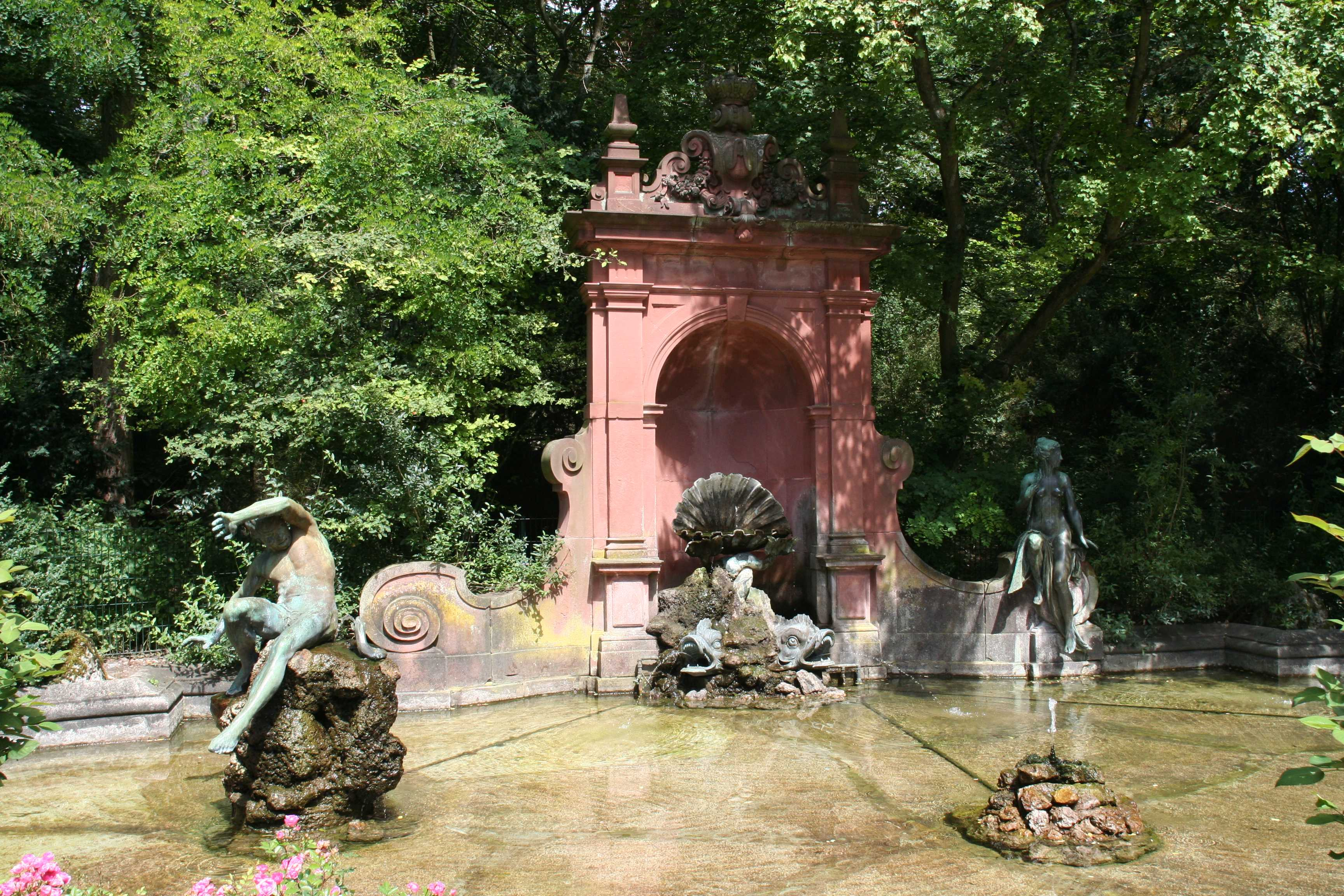
Herzog-Alfred-Brunnen im Coburger Hofgarten

Herzog Alfred starb im Juli 1900, kurz vor seinem 56. Geburtstag, an Kehlkopfkrebs auf seiner Sommerresidenz Schloss Rosenau und wurde im Herzoglichen Mausoleum in Coburg neben seinem Sohn beigesetzt.
Seine Witwe ließ zu seinem Andenken in Luisenthal eine Gedächtniskirche und im Coburger Hofgarten einen Brunnen errichten. Seine über die Jahrzehnte zusammengetragene, bedeutende und erlesene Sammlung antiken und venezianischen Glases vermachte sie der Coburger Bevölkerung. Sie ist heute Teil der Kunstsammlungen auf der Veste Coburg. Nachfolger als Herzog von Sachsen-Coburg und Gotha wurde sein Neffe Herzog Carl Eduard, ebenfalls ein britischer Prinz und einziger Sohn des bereits verstorbenen jüngsten Bruders Leopold, 1. Duke of Albany, nachdem der nächste Anwärter, Arthur, 1. Duke of Connaught and Strathearn, wegen seiner britischen Armeekarriere auf die Nachfolge verzichtet hatte.
Der Titel Duke of Edinburgh erlosch mit Alfreds Tod und wurde erst wieder 1947 an Philip Mountbatten, den Gemahl der künftigen Königin Elisabeth II. von Großbritannien und Nordirland, verliehen.

## Archivinformationen
Alfreds Briefe an seine dritte Tochter Alexandra (sowie ihre Schwestern) werden im Hohenlohe-Zentralarchiv (Hohenlohe-Zentralarchiv Neuenstein) im Schloss Neuenstein in der Stadt Neuenstein, Baden-Württemberg, Deutschland aufbewahrt.

## Titel und Wappen
- 6. August 1844 bis 24. Mai 1866: His Royal Highness The Prince Alfred
- 24. Mai 1866 bis 23. August 1893: His Royal Highness The Prince Alfred, Duke of Edinburgh, Earl of Ulster, Earl of Kent
- 23. August 1893 bis 30. Juli 1900: His Royal Highness The Prince Alfred, Duke of Saxe-Coburg and Gotha, Duke of Edinburgh, Earl of Ulster, Earl of Kent (deutsch: Seine Königliche Hoheit Herzog von Sachsen-Coburg und Gotha, Herzog zu Sachsen, Prinz von Großbritannien und Irland, Herzog von Edinburg, Graf von Ulster und Kent)

Wappen als Duke of Edinburgh
Wappen als Herzog von Sachsen-Coburg und Gotha

## Vorfahren
|  |                                                       |  |  |  |  |  |  |  |  |  |  |  |  |  |  |  |
|  | Franz von Sachsen-Coburg-Saalfeld (1750–1806)         |  |  |  |  |  |  |  |  |  |  |  |  |  |  |  |
|  |                                                       |  |  |  |  |  |  |  |  |  |  |  |  |  |  |  |
|  |                                                       |  |  |  |  |  |  |  |  |  |  |  |  |  |  |  |
|  | Ernst I. von Sachsen-Coburg und Gotha (1784–1844)     |  |  |  |  |  |  |  |  |  |  |  |  |  |  |  |
|  |                                                       |  |  |  |  |  |  |  |  |  |  |  |  |  |  |  |
|  |                                                       |  |  |  |  |  |  |  |  |  |  |  |  |  |  |  |
|  | Auguste Reuß zu Ebersdorf (1757–1831)                 |  |  |  |  |  |  |  |  |  |  |  |  |  |  |  |
|  |                                                       |  |  |  |  |  |  |  |  |  |  |  |  |  |  |  |
|  |                                                       |  |  |  |  |  |  |  |  |  |  |  |  |  |  |  |
|  | Albert von Sachsen-Coburg und Gotha (1819–1861)       |  |  |  |  |  |  |  |  |  |  |  |  |  |  |  |
|  |                                                       |  |  |  |  |  |  |  |  |  |  |  |  |  |  |  |
|  |                                                       |  |  |  |  |  |  |  |  |  |  |  |  |  |  |  |
|  | August von Sachsen-Gotha-Altenburg (1772–1822)        |  |  |  |  |  |  |  |  |  |  |  |  |  |  |  |
|  |                                                       |  |  |  |  |  |  |  |  |  |  |  |  |  |  |  |
|  |                                                       |  |  |  |  |  |  |  |  |  |  |  |  |  |  |  |
|  | Luise von Sachsen-Gotha-Altenburg (1800–1831)         |  |  |  |  |  |  |  |  |  |  |  |  |  |  |  |
|  |                                                       |  |  |  |  |  |  |  |  |  |  |  |  |  |  |  |
|  |                                                       |  |  |  |  |  |  |  |  |  |  |  |  |  |  |  |
|  | Luise Charlotte zu Mecklenburg (1779–1801)            |  |  |  |  |  |  |  |  |  |  |  |  |  |  |  |
|  |                                                       |  |  |  |  |  |  |  |  |  |  |  |  |  |  |  |
|  |                                                       |  |  |  |  |  |  |  |  |  |  |  |  |  |  |  |
|  | Alfred von Sachsen-Coburg und Gotha (1844–1900)       |  |  |  |  |  |  |  |  |  |  |  |  |  |  |  |
|  |                                                       |  |  |  |  |  |  |  |  |  |  |  |  |  |  |  |
|  |                                                       |  |  |  |  |  |  |  |  |  |  |  |  |  |  |  |
|  | Georg III. von Großbritannien und Irland (1738–1820)  |  |  |  |  |  |  |  |  |  |  |  |  |  |  |  |
|  |                                                       |  |  |  |  |  |  |  |  |  |  |  |  |  |  |  |
|  |                                                       |  |  |  |  |  |  |  |  |  |  |  |  |  |  |  |
|  | Edward Augustus of Kent and Strathearn (1767–1820)    |  |  |  |  |  |  |  |  |  |  |  |  |  |  |  |
|  |                                                       |  |  |  |  |  |  |  |  |  |  |  |  |  |  |  |
|  |                                                       |  |  |  |  |  |  |  |  |  |  |  |  |  |  |  |
|  | Sophie Charlotte von Mecklenburg-Strelitz (1744–1818) |  |  |  |  |  |  |  |  |  |  |  |  |  |  |  |
|  |                                                       |  |  |  |  |  |  |  |  |  |  |  |  |  |  |  |
|  |                                                       |  |  |  |  |  |  |  |  |  |  |  |  |  |  |  |
|  | Victoria von Großbritannien und Irland (1819–1901)    |  |  |  |  |  |  |  |  |  |  |  |  |  |  |  |
|  |                                                       |  |  |  |  |  |  |  |  |  |  |  |  |  |  |  |
|  |                                                       |  |  |  |  |  |  |  |  |  |  |  |  |  |  |  |
|  | Franz von Sachsen-Coburg-Saalfeld (1750–1806)         |  |  |  |  |  |  |  |  |  |  |  |  |  |  |  |
|  |                                                       |  |  |  |  |  |  |  |  |  |  |  |  |  |  |  |
|  |                                                       |  |  |  |  |  |  |  |  |  |  |  |  |  |  |  |
|  | Victoire von Sachsen-Coburg-Saalfeld (1786–1861)      |  |  |  |  |  |  |  |  |  |  |  |  |  |  |  |
|  |                                                       |  |  |  |  |  |  |  |  |  |  |  |  |  |  |  |
|  |                                                       |  |  |  |  |  |  |  |  |  |  |  |  |  |  |  |
|  | Auguste Reuß zu Ebersdorf (1757–1831)                 |  |  |  |  |  |  |  |  |  |  |  |  |  |  |  |
|  |                                                       |  |  |  |  |  |  |  |  |  |  |  |  |  |  |  |
|  |                                                       |  |  |  |  |  |  |  |  |  |  |  |  |  |  |  |